# Kontact
Kontact és un paquet ofimàtic de gestió de la informació personal del projecte KDE. Kontact és programari lliure i està alliberat sota la llicència GPL.
Kontact inclou aplicacions de llarg recorregut, pensades per a treballar de manera coordinada. En aquest sentit, destaquen:
- Kmail - Un potent client de correu electrònic.
- KAddressBook - Una llibreta d'adreces.
- KOrganizer - Un calendari i agenda.
- KNotes - Una petita utilitat per a deixar anotacions a la pantalla, a manera de pòstit.[2]

Es pot convertir encara més potent mitjançant la interacció amb:
- akregator - Agregador de notícies que suporta les especificacions de redifusió RSS i Atom.[3]
- knode - Lector de notícies. Suporta múltiples servidors NNTP, fils de missatge, puntuacions, capçaleres X-Face (llegir i publicar), i caràcters internacionals.
- kweather - Visor meteorològic.

A més a més, a cada versió apareixen noves integracions, per exemple la recent amb el Basket (gestor de notes).